# 大克雷辛湖

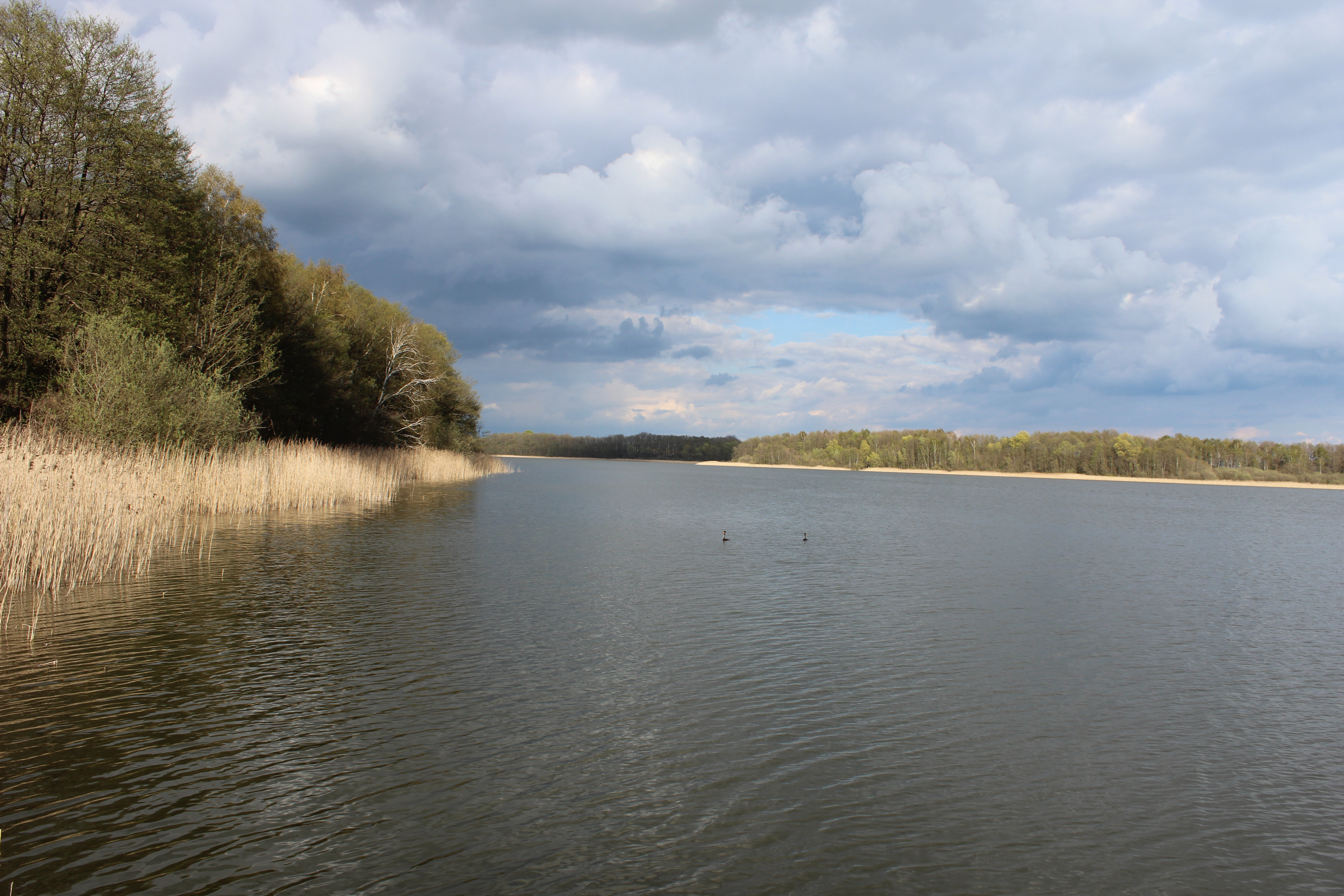

53°24′37″N 12°30′30″E / 53.41028°N 12.50833°E
大克雷辛湖（德語：Großer Kreßinsee），是德國的湖泊，位於該國東北部，由梅克倫堡-前波美拉尼亞州負責管轄，處於梅克倫堡湖區縣，長1.7公里、寬0.6公里，面積0.75平方公里，海拔高度72米。